# Кларкс-Гарбор
Кларкс-Гарбор (англ. Clark's Harbour) — містечко в Канаді, у провінції Нова Шотландія, у складі графства Шелберн.

## Населення
За даними перепису 2016 року, містечко нараховувало 758 осіб, показавши скорочення на 7,6%, порівняно з 2011-м роком. Середня густина населення становила 269,6 осіб/км².
З офіційних мов обидвома одночасно володіли 25 жителів, тільки англійською — 735.
Працездатне населення становило 65,4% усього населення, рівень безробіття — 10,3% (10,2% серед чоловіків та 10,5% серед жінок). 88,5% осіб були найманими працівниками, а 10,3% — самозайнятими.
Середній дохід на особу становив $37 574 (медіана $28 576), при цьому для чоловіків — $45 634, а для жінок $28 697 (медіани — $42 112 та $20 885 відповідно).
25,4% мешканців мали закінчену шкільну освіту, не мали закінченої шкільної освіти — 39,6%, 35,1% мали післяшкільну освіту, з яких 10,6% мали диплом бакалавра, або вищий.
| Статево-вікова структура населення | Статево-вікова структура населення | Статево-вікова структура населення | Статево-вікова структура населення | Статево-вікова структура населення |
| ---------------------------------- | ---------------------------------- | ---------------------------------- | ---------------------------------- | ---------------------------------- |
|                                    |                                    |                                    |                                    |                                    |
| Всього                             | Всього                             | 50,7%49,3%                         |                                    |                                    |
| 0 — 14 років                       | 0 — 14 років                       |                                    | 14,5%                              | 14,5%                              |
| 15 — 64 років                      | 15 — 64 років                      |                                    | 66,4%                              | 66,4%                              |
| 65 і більше                        | 65 і більше                        |                                    | 19,1%                              | 19,1%                              |
| 85 і більше                        | 85 і більше                        |                                    | 2,6%                               | 2,6%                               |
| Середній вік (років)               | Середній вік (років)               | 43,346,7                           | 45,0                               | 45,0                               |
| Медіана (років)                    | Медіана (років)                    | 47,249,6                           | 48,1                               | 48,1                               |
| — чоловіки — жінки                 |                                    |                                    |                                    |                                    |

| Походження мешканців:     | Походження мешканців:     | Походження мешканців: | Походження мешканців: | Походження мешканців: |
| ------------------------- | ------------------------- | --------------------- | --------------------- | --------------------- |
| Походження                |                           |                       | осіб                  | %                     |
| Корінні американці        | Корінні американці        |                       | 165                   | 21.71%                |
| Інше північноамериканське | Інше північноамериканське |                       | 475                   | 62.5%                 |
| Європейське               | Європейське               |                       | 430                   | 56.58%                |
| британське                | британське                |                       | 370                   | 48.68%                |
| французьке                | французьке                |                       | 75                    | 9.87%                 |

| Зайнятість населення за галузями (за класифікацією NOC): | Зайнятість населення за галузями (за класифікацією NOC): | Зайнятість населення за галузями (за класифікацією NOC): | Зайнятість населення за галузями (за класифікацією NOC): | Зайнятість населення за галузями (за класифікацією NOC): |
| -------------------------------------------------------- | -------------------------------------------------------- | -------------------------------------------------------- | -------------------------------------------------------- | -------------------------------------------------------- |
|                                                          |                                                          |                                                          |                                                          |                                                          |
| Управління                                               | Управління                                               |                                                          | 5,8%                                                     | 5,8%                                                     |
| Бізнес, фінанси та адміністрування                       | Бізнес, фінанси та адміністрування                       |                                                          | 9,3%                                                     | 9,3%                                                     |
| Природничі та прикладні науки                            | Природничі та прикладні науки                            |                                                          | 2,3%                                                     | 2,3%                                                     |
| Охорона здоров'я                                         | Охорона здоров'я                                         |                                                          | 5,8%                                                     | 5,8%                                                     |
| Освіта, правозахист, муніципальні та урядові служби      | Освіта, правозахист, муніципальні та урядові служби      |                                                          | 7%                                                       | 7%                                                       |
| Роздрібна торгівля та послуги                            | Роздрібна торгівля та послуги                            |                                                          | 17,4%                                                    | 17,4%                                                    |
| Гуртова торгівля, транспорт та обладнання                | Гуртова торгівля, транспорт та обладнання                |                                                          | 8,1%                                                     | 8,1%                                                     |
| Природні ресурси, сільське господарство                  | Природні ресурси, сільське господарство                  |                                                          | 27,9%                                                    | 27,9%                                                    |
| Виробництво                                              | Виробництво                                              |                                                          | 16,3%                                                    | 16,3%                                                    |

## Клімат
Середня річна температура становить 6,7°C, середня максимальна – 18,7°C, а середня мінімальна – -6°C. Середня річна кількість опадів – 1 247 мм.
| Клімат поселення                              | Клімат поселення | Клімат поселення | Клімат поселення | Клімат поселення | Клімат поселення | Клімат поселення | Клімат поселення | Клімат поселення | Клімат поселення | Клімат поселення | Клімат поселення | Клімат поселення | Клімат поселення |
| Показник                                      | Січ.             | Лют.             | Бер.             | Квіт.            | Трав.            | Черв.            | Лип.             | Серп.            | Вер.             | Жовт.            | Лист.            | Груд.            |                  |
| Середній максимум, °C                         | 0,78             | 0,71             | 3,96             | 8,20             | 12,33            | 16,64            | 16,50            | 18,69            | 17,68            | 13,45            | 9,21             | 3,91             |                  |
| Середня температура, °C                       | −2,6             | −2,65            | 0,61             | 4,84             | 8,96             | 13,25            | 13,00            | 15,16            | 14,15            | 9,92             | 5,69             | 0,41             |                  |
| Середній мінімум, °C                          | −5,94            | −6,03            | −2,74            | 1,48             | 5,64             | 9,90             | 9,49             | 11,65            | 10,64            | 6,40             | 2,18             | −3,1             |                  |
| Норма опадів, мм                              | 134              | 108              | 112              | 102              | 95               | 86               | 83               | 93               | 79               | 92               | 126              | 137              |                  |
| Середньомісячна швидкість вітру, м/с          | 4.65             | 4.69             | 4.70             | 4.51             | 4.09             | 3.90             | 3.41             | 3.49             | 3.99             | 4.59             | 4.71             | 4.81             |                  |
| Середньомісячна сонячна радіація, кДж/м²·день | 5241             | 8384             | 12309            | 15445            | 18377            | 20550            | 20272            | 18126            | 14074            | 9313             | 5551             | 4316             |                  |
| --------------------------------------------- | ---------------- | ---------------- | ---------------- | ---------------- | ---------------- | ---------------- | ---------------- | ---------------- | ---------------- | ---------------- | ---------------- | ---------------- | ---------------- |
| Джерело:                                      |                  |                  |                  |                  |                  |                  |                  |                  |                  |                  |                  |                  |                  |